# Zeitschrift für Naturforschung A
Die Zeitschrift für Naturforschung A (Englisch: A Journal of Physical Science, Abkürzung: Z. Naturforsch. A) ist eine seit 1946 erscheinende Peer-Review-Fachzeitschrift, die das Fachgebiet Physik, inklusive Theoretische Physik, Mathematische Physik, Physikalische Chemie, Astrophysik und Geophysik auf Deutsch und Englisch abdeckt.

## Geschichte
Das Magazin wurde 1946 im Institut der Max-Planck-Gesellschaft von Hans Friedrich-Freksa und Alfred Klemm zusammen mit Ludwig Waldmann ursprünglich als Zeitschrift für Naturforschung für die Fachgebiete Chemie, Physik und Biologie gegründet. Die Zeitschrift wurde zunächst von der Dieterich’sche Verlagsbuchhandlung herausgegeben. Nach einem Jahr wurde das Magazin in zwei Teile aufgeteilt: einen für Physik, diese Zeitschrift für Naturforschung A und einen für Chemie und Biologie, die Zeitschrift für Naturforschung B. 1948 wurde ein unabhängiger Verlag, der Verlag der Zeitschrift für Naturforschung, in Tübingen gegründet. Seit 1973 wird die Biologie ebenfalls in einem separaten Teil (Zeitschrift für Naturforschung C) abgehandelt. Alle drei Teile nutzen die gleichen Ausgabenummern, da vorausgesetzt wird, dass sie alle seit dem Jahr 1946 veröffentlicht werden. Als eine der wenigen Ausnahmen unter den naturwissenschaftlichen Fachzeitschriften stellt die Zeitschrift für Naturforschung in ihrem Onlinearchiv alle Artikel, die bis 2011 erschienen sind, frei zur Verfügung.
Seit dem Jahr 2015 erscheint die Zeitschrift für Naturforschung beim De Gruyter-Verlag.
Über die Jahre hatte der Teil A verschiedene Titel:
- Zeitschrift für Naturforschung A, Astrophysik, Physik und physikalische Chemie. (ISSN 0044-3166, 1947–1971)
- Zeitschrift für Naturforschung Teil A, Physik, physikalische Chemie, Kosmophysik. (1972–1987)
- Zeitschrift für Naturforschung A, A Journal of Physical Sciences. (ISSN 0932-0784, 1987–heute)